# تری‌دسیلیک اسید
تری‌دسیلیک اسید (به انگلیسی: Tridecylic acid) با فرمول شیمیایی CH۳(CH۲)۱۲COOH یک ترکیب شیمیایی با شناسه پاب‌کم ۱۲۵۳۰ است. که جرم مولی آن 214.348 g/mol می‌باشد. شکل ظاهری این ترکیب، پودر یا بلورهای سفید است.